# Zbigniew Banaszkiewicz
Zbigniew Banaszkiewicz (ur. 1959) – polski polityk i urzędnik państwowy, w latach 2009–2013 wiceprezes, w latach 2012–2013 p.o. prezesa Agencji Restrukturyzacji i Modernizacji Rolnictwa.

## Życiorys
Ukończył studia z zakresu transportu na Politechnice Radomskiej. Należy do Platformy Obywatelskiej, do 2017 przez dwie kadencje kierował jej strukturami w Radomiu. Do 2009 roku prowadził własną firmę Skarpol II, produkującą kostkę brukową. Od lutego 2009 do 2015 był wiceprezesem ARiMR, jednocześnie pełnił obowiązki prezesa między 20 września 2012 a 25 lutego 2013, kiedy to zastąpił go Andrzej Gross.